# Canton de la Courneuve
Le canton de la Courneuve est une circonscription électorale française située dans le département de la Seine-Saint-Denis et la région Île-de-France.
À la suite du redécoupage cantonal de 2014, les limites territoriales du canton sont remaniées et le nombre de communes du canton passe de une à trois.

## 1945 à 1953: Secteur Saint-Denis-Est.
| Période | Période | Identité                      | Étiquette                | Qualité |
| ------- | ------- | ----------------------------- | ------------------------ | --- |
| 1945    | 1953    | Emile Dubois (1886-1957)      | PCF                      | Ouvrier gazier, Aubervilliers Ancien conseiller général de la Seine (1935-1940)                                                                    |
| 1945    | 1953    | Henri Quatremaire (1899-1982) | PCF                      | Peintre en bâtiment Maire de Noisy-le-Sec (1944-1947)                                                                                              |
| 1945    | 1953    | Maurice Léonard (1904-1975)   | PCF                      | Fournier Maire de La Courneuve (1945-1947) Ancien conseiller général de la Seine (1935-1940)                                                       |
| 1945    | 1953    | Jean Chardavoine              | PCF                      | Manœuvre spécialisé à la Compagnie des chemins de fer du Nord Ancien conseiller général de la Seine (1935-1940) Ancien maire de Stains (1935-1940) |
| 1945    | 1953    | Pierre Kérautret (1899-1967)  | PCF                      | Forgeron à la Compagnie du gaz de Paris Maire de Romainville (1935-1960 et 1944-1966)                                                              |
| 1945    | 1953    | Paul Coudert (1892-1985)      | PCF                      | Ouvrier sculpteur sur bois Maire de Bagnolet (1928-1940 et 1944-1959) Ancien conseiller général de la Seine (1929-1935, 1936-1940)                 |
| 1945    | 1953    | Maurice Coutrot               | SFIO                     | Employé Maire de Bondy (1945-1967) |
| 1945    | 1953    | René Boin (1887-1972)         | SFIO                     | Instituteur puis directeur d'école à Stains |
| 1945    | 1953    | Joseph Dumas                  | MRP                      | Ancien ajusteur, député (1945-1955) |
| 1945    | 1953    | Gaston Fayolle (1895-1964)    | MRP                      | Ancien lieutenant au 34e régiment d'aviation, Les Pavillons-sous-Bois                                                                              |
| 1945    | 1953    | Marcel Labre (1889-1971)      | Réconciliation française | Artisan plombier |

## 1953 à 1959: secteur 5
| Période | Période      | Identité                   | Étiquette          | Qualité |
| ------- | ------------ | -------------------------- | ------------------ | --- |
| 1953    | 1959         | René Boin                  | SFIO               | Instituteur retraité Conseiller municipal de Stains                                                                |
| 1953    | 1959         | Paul Coudert               | PCF                | Maire de Bagnolet                                                                                                  |
| 1953    | 1959         | Roger Daugeron (1910-1971) | MRP                | Avocat à la Cour d'Appel de Paris, propriétaire à Saint-Denis                                                      |
| 1953    | 1957 (décès) | Émile Dubois (1886-1957)   | PCF                | Maire d'Aubervilliers (1952-1957)                                                                                  |
| 1953    | 1959         | Auguste Gillot             | PCF                | Maire de Saint-Denis                                                                                               |
| 1953    | 1959         | Marcel Labre               | Centre républicain | Artisan plombier                                                                                                   |
| 1953    | 1959         | Jean Lolive                | PCF                | Maçon, briquetier, cimentier Sénateur de la Seine (en 1958) Député (de 1958 à 1968) Maire de Pantin de 1959 à 1968 |
| 1953    | 1959         | Pierrette Petitot          | PCF                | Maire de Villetaneuse                                                                                              |
| 1957    | 1959         | André Karman               | PCF                | Fraiseur Maire d'Aubervilliers (1957-1984) (en remplacement d'Émile Dubois, décédé)                                |

## 1959 à 1967: 24ème secteur
| Période                                          | Période | Identité                    | Étiquette | Qualité                       |
| ------------------------------------------------ | ------- | --------------------------- | --------- | ----------------------------- |
| 1959 24e secteur Aubervilliers-Nord-La Courneuve | 1967    | Gilbert Chardon (1921-1990) | PCF       | Maire-adjoint de La Courneuve |

### Depuis 1967
Le canton a été créé par le décret du 20 juillet 1967, lors de la constitution du département de la Seine-Saint-Denis, et comprenait alors la seule commune de La Courneuve.
Un nouveau découpage territorial de la Seine-Saint-Denis entre en vigueur à l'occasion des premières élections départementales suivant le décret du 21 février 2014. Les conseillers départementaux sont, à compter de ces élections, élus au scrutin majoritaire binominal mixte. Les électeurs de chaque canton élisent au Conseil départemental, nouvelle appellation du Conseil général, deux membres de sexe différent, qui se présentent en binôme de candidats. Les conseillers départementaux sont élus pour 6 ans au scrutin binominal majoritaire à deux tours, l'accès au second tour nécessitant 12,5 % des inscrits au 1er tour. En outre, la totalité des conseillers départementaux est renouvelée. Ce nouveau mode de scrutin nécessite un redécoupage des cantons dont le nombre est divisé par deux avec arrondi à l'unité impaire supérieure si ce nombre n'est pas entier impair, assorti de conditions de seuils minimaux. En Seine-Saint-Denis, le nombre de cantons passe ainsi de 40 à 21.
Dans ce cadre, le canton compte désormais les trois communes de La Courneuve, du Le Bourget et de Dugny, ces deux dernières dépendant antérieurement de l'ancien canton du Bourget.

## Représentation

### Représentation de 1967 à 2015
| Période          | Période      | Identité              | Étiquette | Qualité |
| ---------------- | ------------ | --------------------- | --------- | --- |
| 1967             | 1979         | Gilbert Chardon       | PCF       | Adjoint au maire de La Courneuve |
| 1979             | 1990 (décès) | Pierre Tavernier      | PCF       | Ouvrier à La Courneuve, militant syndical CGT |
| 10 décembre 1990 | 1998         | Muguette Jacquaint    | PCF       | Ouvrière spécialisée Députée de la Seine-Saint-Denis (1981 → 2007) Adjointe au maire de La Courneuve (1977 → 2008)                                                                                   |
| 1998             | 2004         | Marie-Christine Labat | PCF       | Documentaliste Adjointe au maire de La Courneuve |
| 2004             | 2015         | Stéphane Troussel     | PS        | Attaché territorial Adjoint au maire (2001 → 2008 et depuis 2014) ou conseiller municipal (2008 → 2014) de La Courneuve Vice-président (2008 → 2012) puis président (2012 → 2015) du conseil général |

### Représentation depuis 2015
| Période élective | Période élective | Mandat | Mandat   | Identité           | Nuance | Nuance | Qualité |
| ---------------- | ---------------- | ------ | -------- | ------------------ | ------ | ------ | --- |
| 2015             | 2021             | 2015   | 2021     | Zaïnaba Saïd-Anzum |        | PS     | Consultante en informatique Adjointe au maire de La Courneuve (2014→ ) |
| 2015             | 2021             | 2015   | 2021     | Stéphane Troussel  |        | PS     | Adjoint au maire de La Courneuve (2001 → 2008 et 2014 → ) ou conseiller municipal (2008 → 2014) de La Courneuve Vice-président ( → 2012) puis président (2012 → 2015) du conseil général Président du conseil départemental de la Seine-Saint-Denis (2015 → ) Conseiller communautaire de Plaine Commune (2008 → 2015) |
| 2021             | 2028             | 2021   | en cours | Zaïnaba Saïd-Anzum |        | PS     | Conseillère sortante |
| 2021             | 2028             | 2021   | en cours | Stéphane Troussel  |        | PS     | Conseiller sortant, Président du conseil départemental |

### Résultats détaillés

#### Élections de mars 2015

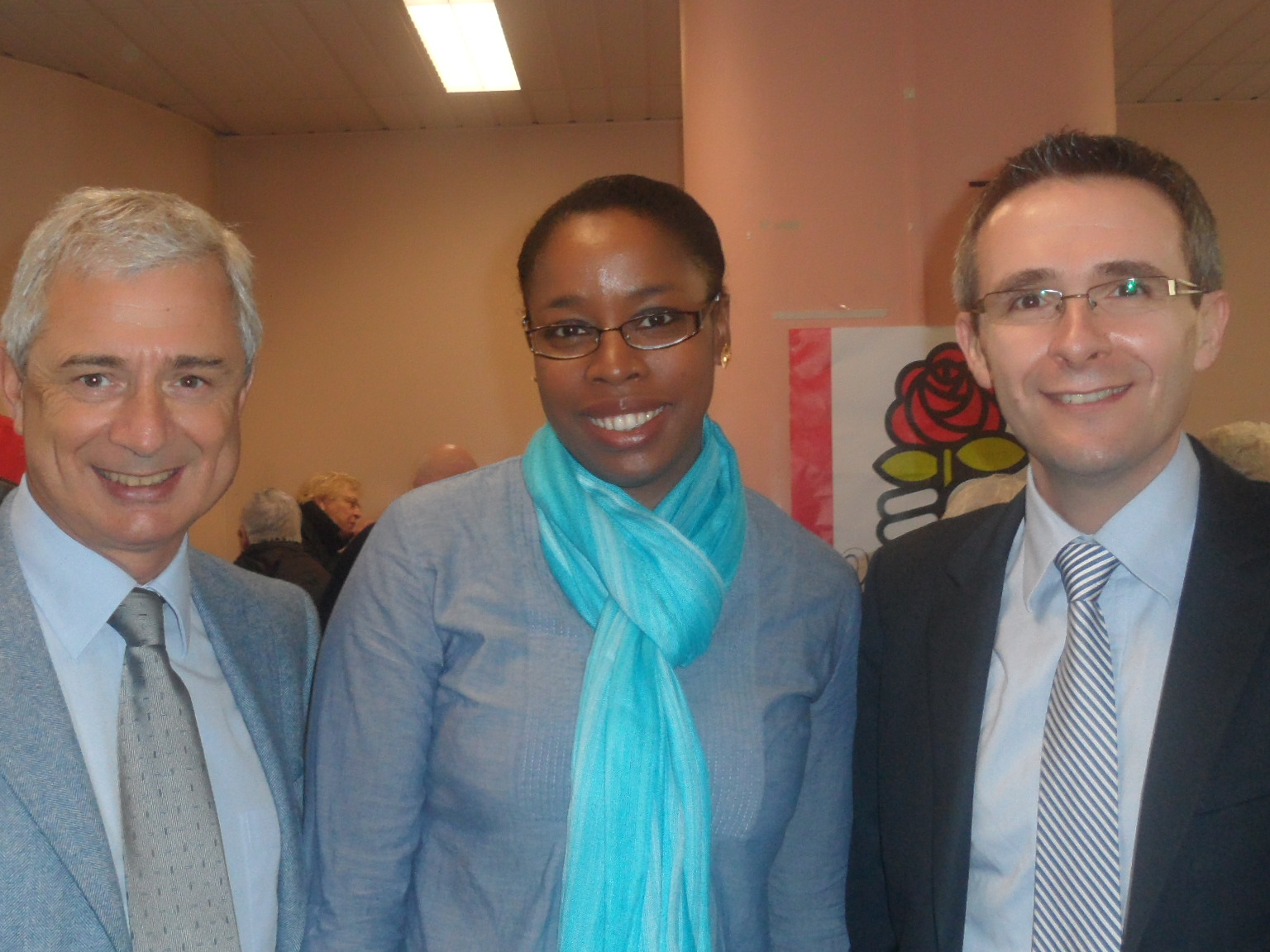
Stéphane Troussel et Zaïnaba Saïd-Anzum en compagnie de Claude Bartolone.

À l'issue du 1er tour des élections départementales de 2015, deux binômes sont en ballottage : Zaïnaba Saïd-Anzum et Stéphane Troussel (PS, 34,55 %) et Jacques Godard et Séverine Levé (Union de la Droite, 20,2 %). Le taux de participation est de 37,54 % (9 692 votants sur 25 816 inscrits) contre 36,83 % au niveau départemental et 50,17 % au niveau national.
Au second tour, Zaïnaba Saïd-Anzum et Stéphane Troussel (PS) sont élus avec 61,44 % des suffrages exprimés et un taux de participation de 34,48 % (5 087 voix pour 8 901 votants et 25 817 inscrits)

#### Élections de juin 2021
Le premier tour des élections départementales de 2021 est marqué par un très faible taux de participation (33,26 % au niveau national). Dans le canton de la Courneuve, ce taux de participation est de 25,35 % (7 012 votants sur 27 660 inscrits) contre 24,35 % au niveau départemental. À l'issue de ce premier tour, deux binômes sont en ballottage : Zaïnaba Saïd-Anzum et Stéphane Troussel (Union à gauche avec des écologistes, 43,6 %) et Aly Diouara et Mebrouka Hadjadj (DVG, 20,1 %).
Le second tour des élections est marqué une nouvelle fois par une abstention massive équivalente au premier tour. Les taux de participation sont de 34,36 % au niveau national, 26,47 % dans le département et 27,93 % dans le canton de la Courneuve. Zaïnaba Saïd-Anzum et Stéphane Troussel (Union à gauche avec des écologistes) sont élus avec 68,74 % des suffrages exprimés (4 737 voix pour 7 731 votants et 27 676 inscrits),,.

## Composition

### Composition de 1967 à 2015
Le canton comptait une commune.
| Nom                      | Code Insee | Codepostal | Superficie (km2) | Population (dernière pop. légale) | Densité (hab./km2) |
| ------------------------ | ---------- | ---------- | ---------------- | --------------------------------- | ------------------ |
| La Courneuve (chef-lieu) | 93027      | 93120      | 7,52             | 37 700 (2009)                     | 5 013              |

### Composition depuis 2015
Le canton comprend désormais trois communes entières.
| Nom                                  | Code Insee | Intercommunalité         | Superficie (km2) | Population (dernière pop. légale) | Densité (hab./km2) | Modifier                                    |
| ------------------------------------ | ---------- | ------------------------ | ---------------- | --------------------------------- | ------------------ | ------------------------------------------- |
| La Courneuve (bureau centralisateur) | 93027      | Métropole du Grand Paris | 7,52             | 47 086 (2022)                     | 6 261              | modifier les données · modifier les données |
| Le Bourget                           | 93013      | Métropole du Grand Paris | 2,08             | 15 052 (2022)                     | 7 237              | modifier les données · modifier les données |
| Dugny                                | 93030      | Métropole du Grand Paris | 3,89             | 11 723 (2022)                     | 3 014              | modifier les données · modifier les données |
| Canton de la Courneuve               | 9307       |                          | 13,49            | 73 861 (2022)                     | 5 475              | modifier les données                        |

## Démographie

### Démographie avant 2015
| 1968   | 1975   | 1982   | 1990   | 1999   | 2006   | 2011   | 2012   |
| ------ | ------ | ------ | ------ | ------ | ------ | ------ | ------ |
| 43 318 | 37 958 | 33 537 | 34 139 | 35 310 | 37 034 | 38 789 | 39 859 |

### Démographie depuis 2015
En 2022, le canton comptait 73 861 habitants, en évolution de +6,08 % par rapport à 2016 (Seine-Saint-Denis : +4,67 %, France hors Mayotte : +2,11 %).
| 2013   | 2018   | 2022   |
| ------ | ------ | ------ |
| 66 602 | 70 842 | 73 861 |